# Krîvorucika, Voznesensk
Krîvorucika (în ucraineană Криворучка) este un sat în comuna Prîbujanî din raionul Voznesensk, regiunea Mîkolaiiv, Ucraina.

## Demografie
Componența lingvistică a localității Krîvorucika
     Ucraineană (70%)
     Rusă (30%)
Conform recensământului din 2001, majoritatea populației localității Krîvorucika era vorbitoare de ucraineană (70%), existând în minoritate și vorbitori de rusă (30%).